# 親から自分をとり戻すための本―「傷ついた子ども」だったあなたへ
『親から自分をとり戻すための本―「傷ついた子ども」だったあなたへ』(おやからじぶんをとりもどすためのほん――きずついたこどもだったあなたへ、原題：How to Survive in Spite of Your Parents:Coping with hurtful childhood legacies)は、精神科医マーガレット・ラインホルドが書いた1990年の精神医学書であり、親から子への虐待や親子間に生じる問題など、主に子ども時代に親から与えられた心理的ダメージとそれが大人になってからどのような影響を及ぼすのかをジークムント・フロイトの理論などにも言及しながら論じている。
日本では1995年に『わが子を愛するレッスン―「傷ついた子ども」だった両親へ』という題で単行本として出版され、1999年に文庫化する時、上記の題に変更された。

## 内容
本書は目に見える身体的虐待だけでなく、表面的には分かりづらい様々な親子関係に生じる問題、また親をなくした場合の問題を多くの事例と共に分析している。
子ども時代に親から意識的、無意識的な攻撃を受けた人は、自分が親になったときにも自分の子どもを攻撃してしまうという。
親が子どもに敵意を抱くこと、嫉妬すること、性的情熱を感じることが現実にはあるが、これらがタブーとして覆い隠されていることをラインホルドは指摘する。

## 評価
- 日本語版（文庫版）の「解説」では、精神科医の斎藤学が本書を肯定的に評価している(p.374-379)。
- オーストラリアのCare Leavers Australia Network (CLAN)は、実の親がいない環境で育った大人達の支援グループであるが、本書をWebサイト上で紹介し、CLANのメンバーに貸し出しを行っている[1]。
- オーストラリアの上院(Senate)が行った、メディアよる子どものセクシャライゼイション（性的に扱うこと）についての調査では、参考文献として本書が上げられている[2]。

## 日本語版
- 朝長梨枝子訳『親から自分をとり戻すための本―「傷ついた子ども」だったあなたへ』(朝日新聞社、1999年、ISBN 9784022612571)